# Технополис «Москва» (в районе Печатники)

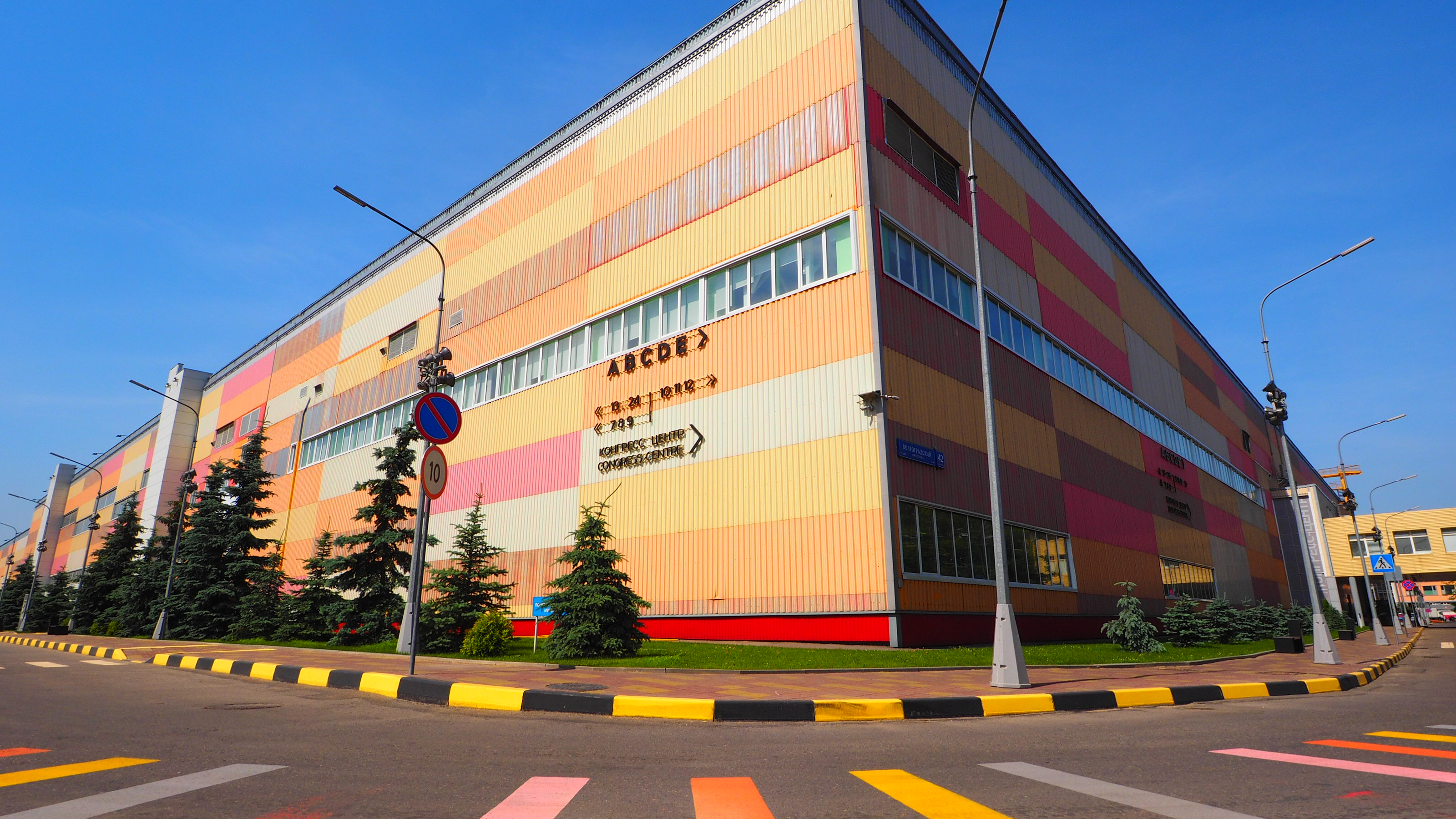
Технополис «Москва». Вид с улицы

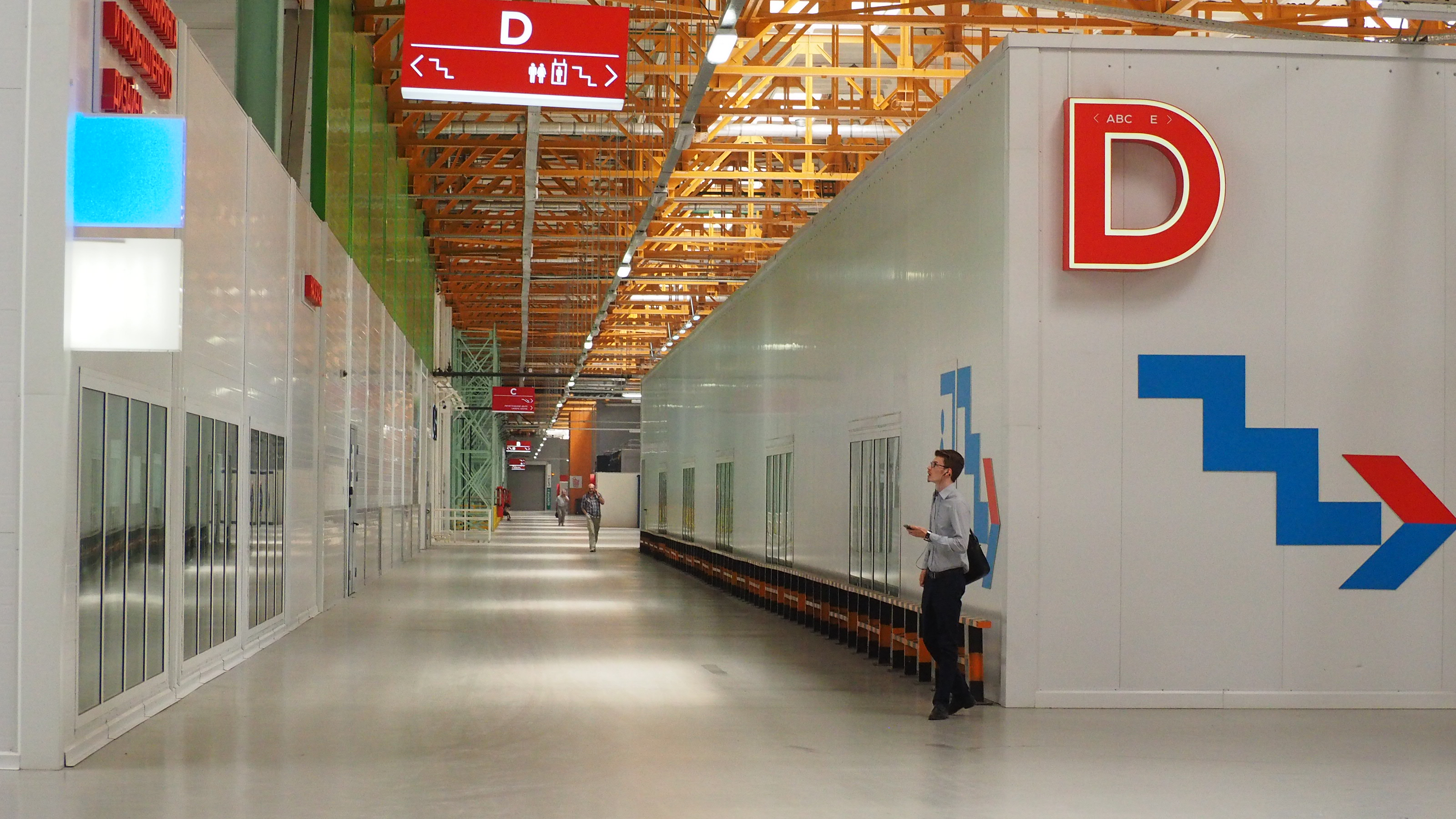
Внутреннее пространство Технополиса «Москва»

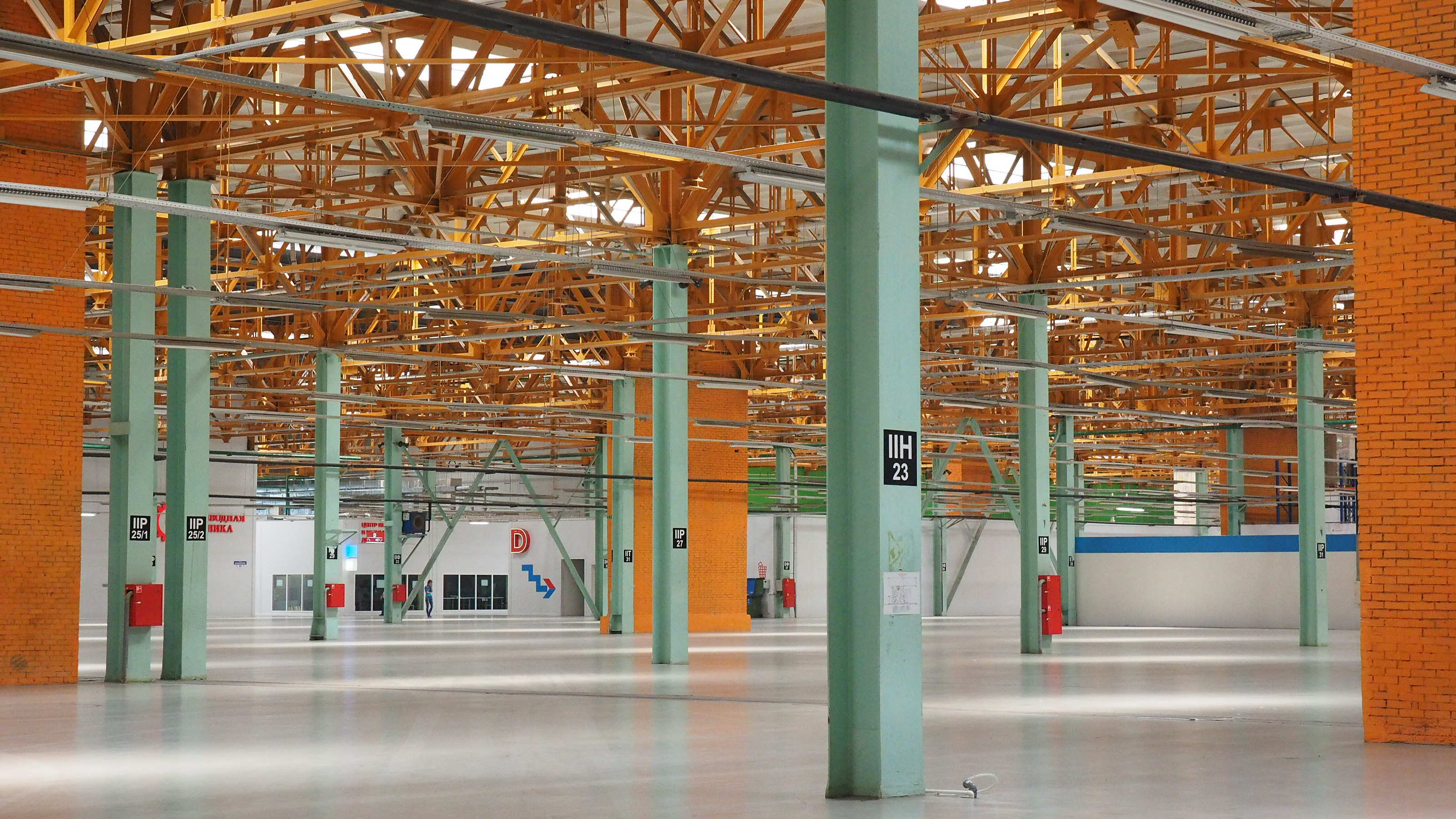
Внутреннее пространство Технополиса «Москва»

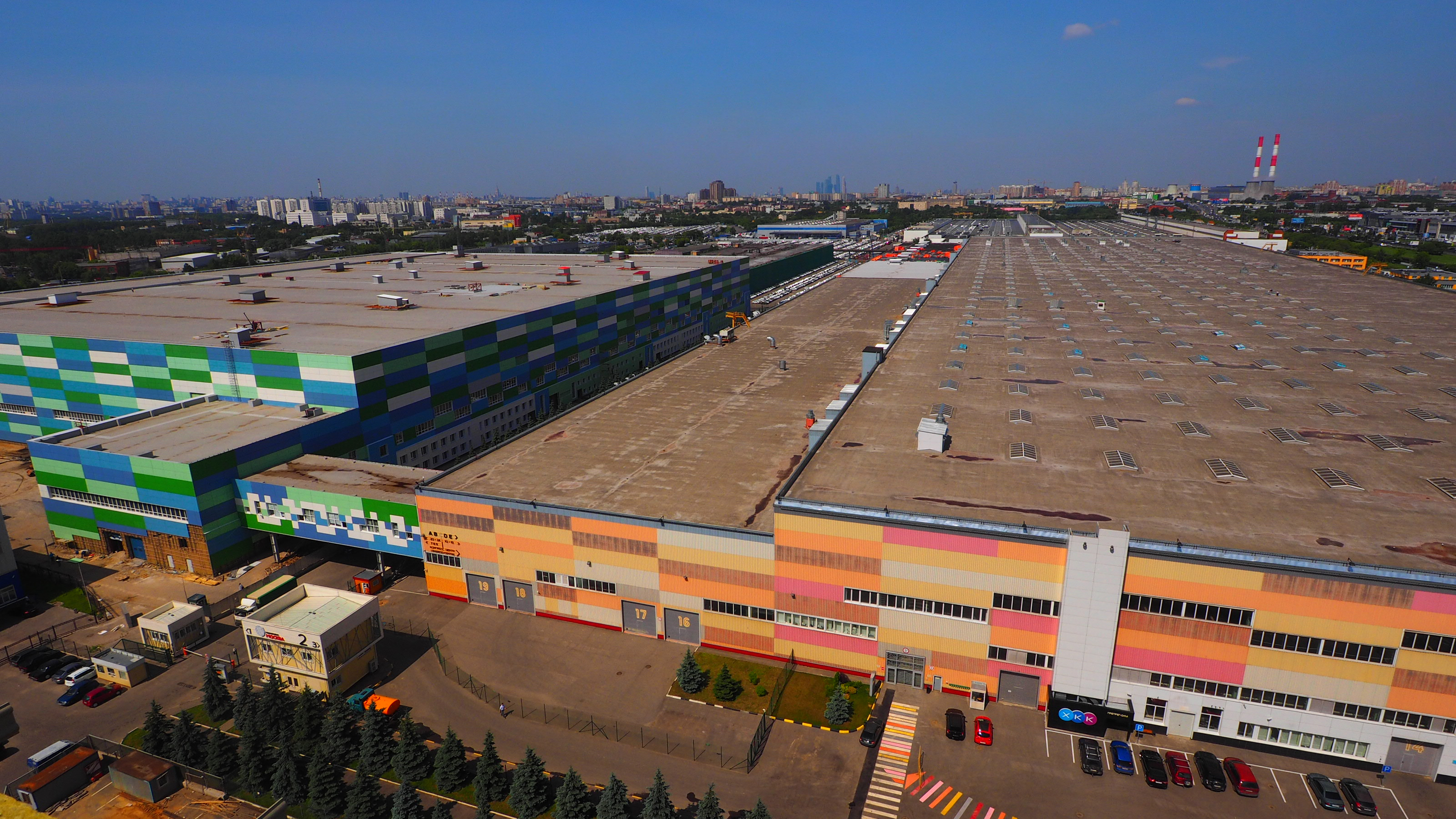
Корпус 24, Корпус 5 Технополиса «Москва»

Технополис «Москва» — комплекс зданий в Юго-Восточном округе Москвы, рядом со станцией метро «Текстильщики», на территории бывшего автозавода «Москвич». С апреля 2017 года — одна из пяти площадок Особой экономической зоны "Технополис «Москва»".
Имущественный комплекс Технополиса «Москва» включает в себя здания, расположенные на земельном участке промышленного назначения, общей площадью 32,44 га. Общая площадь производственных помещений составляет 335 000 м², административно-офисных — 37 000 м².
Развитие Технополиса курирует Департамент инвестиционной и промышленной политики города Москвы.

## История
Технополис «Москва» создан на территории бывшего автомобильного завода имени Ленинского комсомола (АЗЛК). После того как в 2006 году была запущена процедура банкротства предприятия, на территории завода появились три крупнейших собственника: ОАО «Автофрамос», ООО "ИФК «Метрополь» и Правительство Москвы, которое передало своё имущество под управление ГУП «Строительство и эксплуатация промышленных объектов» (ГУП «Стройэкспром»). С 1 декабря 2017 года управляющая компания ГУП «Стройэкспром» прекратила свою деятельность в связи с реорганизацией в форме преобразования в Акционерное общество "Технополис «Москва».
В июле 2010 года на месте АЗЛК Правительством Москвы была создана Территория инновационного развития «Москвич» (ТИР «Москвич»).
В декабре 2012 года ТИРу «Москвич» был присвоен статус «Технополиса» и закреплено название «Москва».
В 2013 году в Совете по развитию инноваций Правительства Москвы была создана специальная рабочая группа по вопросам развития Технополиса «Москва». В состав рабочей группы вошли ведущие эксперты из России, США, Канады, Германии, Франции в сфере продвижения инноваций и создания специализированных территорий. Они консультируют Правительство Москвы по поводу выбранной стратегии развития Технополиса с учетом лучших мировых практик индустриального редевелопмента и создания специализированных инновационных территорий. Председателем рабочей группы стал Эско Ахо — старший советник корпорации NOKIA, бывший премьер-министр Финляндии.
В 2012 и в 2013 года Технополис «Москва» посетил мэр Москвы Сергей Собянин. В августе 2013 года в Технополис приезжал вице-премьер Дмитрий Рогозин, глава Росатома Сергей Кириенко и министр по вопросам «Открытого правительства» Михаил Абызов.
В феврале 2014 года Технополис «Москва» посетил министр промышленности и торговли Денис Мантуров.
3 июля 2014 года Технополис «Москва» посетил мэр Москвы Сергей Собянин с целью открытия нового производства — линии по производству элементов электронной оптики на основе микроэлектромеханических систем компании «Mapper Lithography» (Нидерланды). «Mapper Lithography» является портфельной компанией ООО "УК «РОСНАНО».
13 сентября 2014 года при поддержке Департамента культуры города Москвы в рамках фестиваля «Лучший город земли» в Технополисе «Москва» прошел Фестиваль граффити. Проведение Фестиваля было приурочено к завершению самой большой картины в стиле граффити в России, площадь которой составила 7 200 м2, а темой произведения стали инновационные решения. Установленный рекорд был занесен в Книгу рекордов России.
В октябре 2014 года на территории Технополиса состоялся Ежегодный международный Форум и Выставка «Открытые инновации», участие в котором приняли более 15 тысяч участников из 70 стран мира. Официальной страной-партнером выступил Китай. В первый день Форума главы правительств России и Китая Дмитрий Медведев и Ли Кэцян приняли участие в работе III Московского международного форума инновационного развития «Открытые инновации» и ознакомились с экспозицией Выставки Open Innovations Expo.

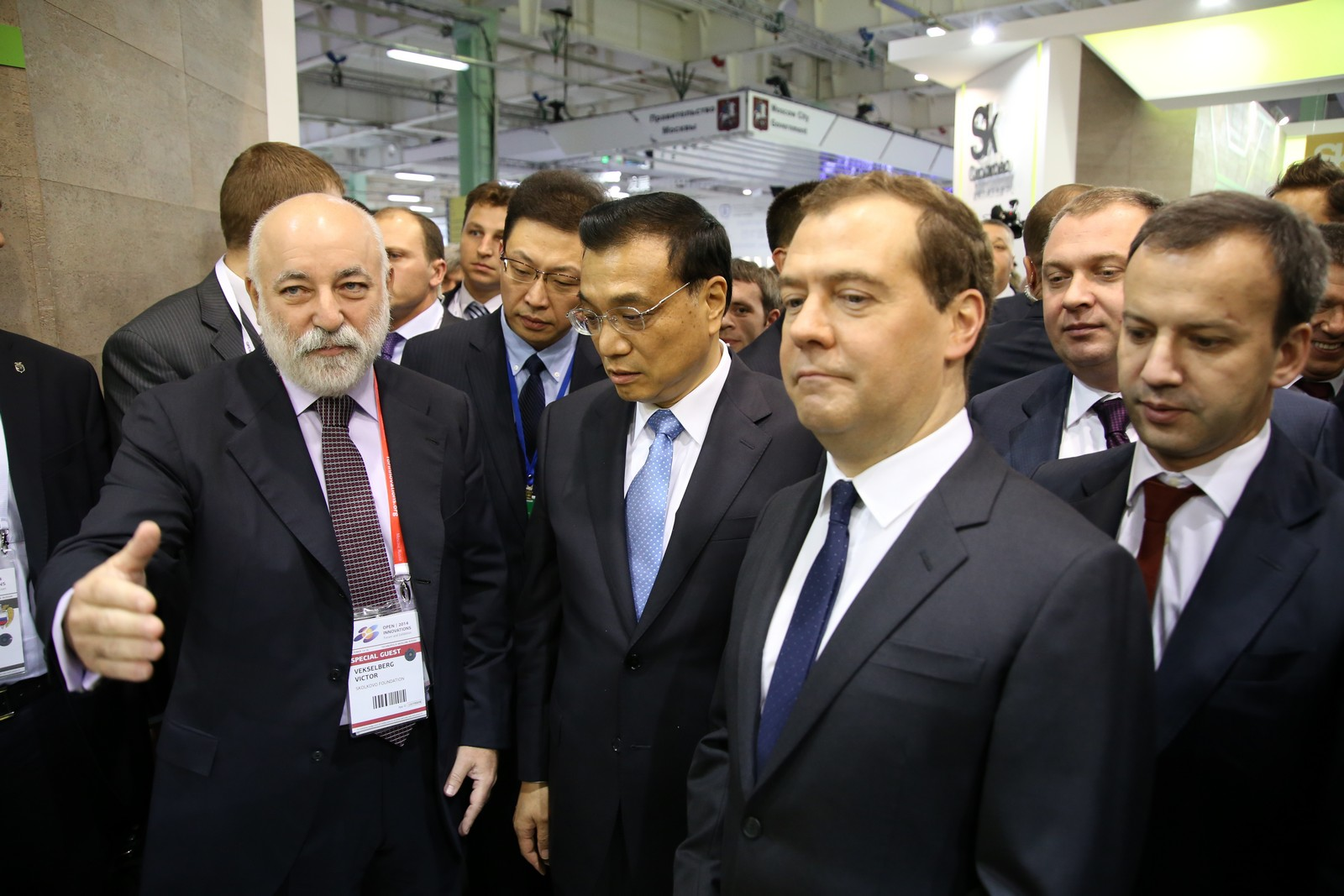
Москва, 2014 год, Технополис «Москва»

24 ноября 2014 года в Технополисе «Москва» прошло публичное открытие инфраструктурных проектов, созданных Правительством Москвы для поддержки высокотехнологичных компаний в столице. Был открыт блок чистых помещений для компаний, работающих в сфере микроэлектроники площадью 5 100 м2 и биофармацевтики площадью 2 100 м2. Был публично представлен Центр инжиниринга и промышленного дизайна «Хакспейс» для инженеров, занимающихся технологическими разработками, а также Центр робототехники и автоматизации. В указанные проекты Правительство Москвы вложило более 1 миллиарда рублей
В феврале 2015 года открылся выставочный центр «Технополис — Экспо» площадью более 5 000 м2. Центр станет местом проведения выставок как инновационной тематики, так и специализированных — в областях art-engineering и art-science.
19 июня 2015 года Центр прототипирования НИУ ВШЭ запустил новый проект «MakersClub» на площадке HackSPACE в Технополисе «Москва».
В июле 2015 года в Технополисе «Москва» открылся образовательный и сборочный центр беспилотников.
25 сентября 2015 года в Технополисе «Москва» прошёл российский этап международных инженерно-технических соревнований «Формула Студент».
|  |  |

В начале декабря 2015 Технополис посетил Министр образования и науки Российской Федерации Дмитрий Ливанов и открыл национальную выставку-форум «Вузпромэкспо 2015».
В декабре 2015 года в Технополисе «Москва» прошёл всероссийский саммит «Открытые данные» при участии министра РФ по вопросам Открытого правительства Михаила Абызова.
В середине декабря 2015 Технополис «Москва» посетил мэр Москвы Сергей Собянин.
11 декабря 2015 года в Технополисе открылось новое производство мирового разработчика и производителя фотонных интегральных схем для телекоммуникационного оборудования компания NeoPhotonics. Открывали компанию заместитель председателя Правительства РФ Аркадий Дворкович и председатель правления ООО "УК «РОСНАНО» Анатолий Чубайс.

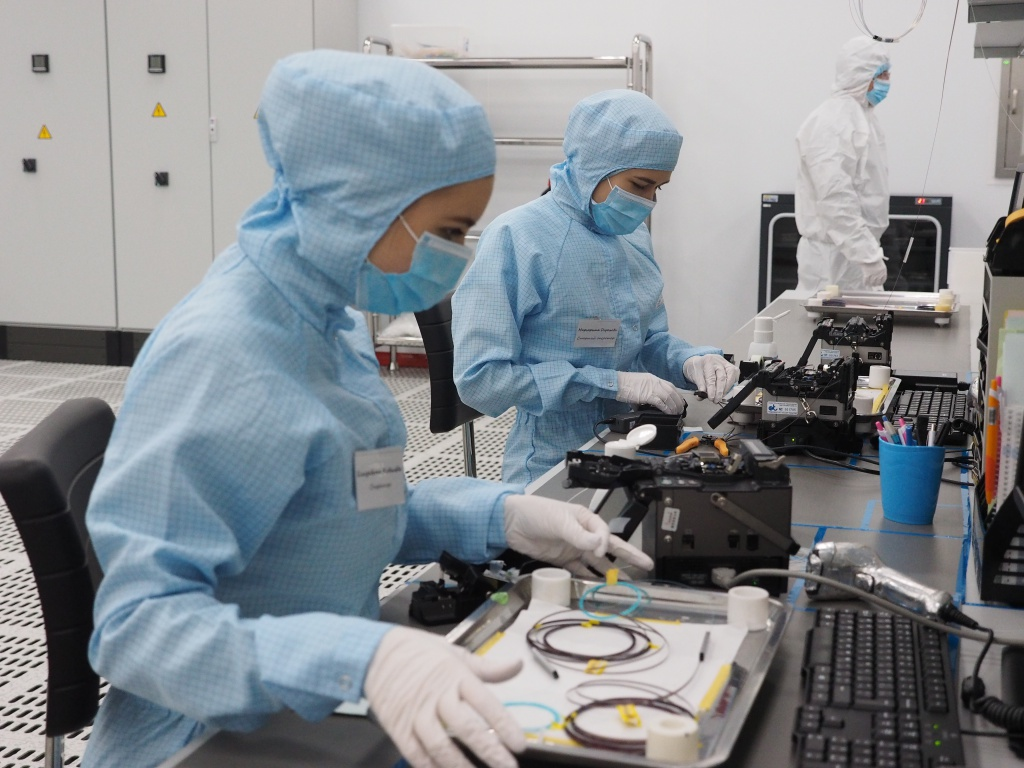
Москва, 2015 год, Технополис «Москва»

25 мая 2016 года Игорь Ищенко, генеральный директор Технополиса «Москва», и Жан-Луи Стази, президент SchneiderElectric подписали соглашение "О сотрудничестве и организации взаимодействия сторон по вопросам инновационного развития инфраструктуры Технополиса «Москва». На подписании присутствовал мэр Москвы Сергей Собянин.
В мае 2016 года в Технополисе «Москва» открылся Инжиниринговый центр мирового концерна ABB. Открытие посетила Наталья Сергунина, заместитель мэра Москвы в Правительстве Москвы по вопросам экономической политики и имущественно-земельных отношений.

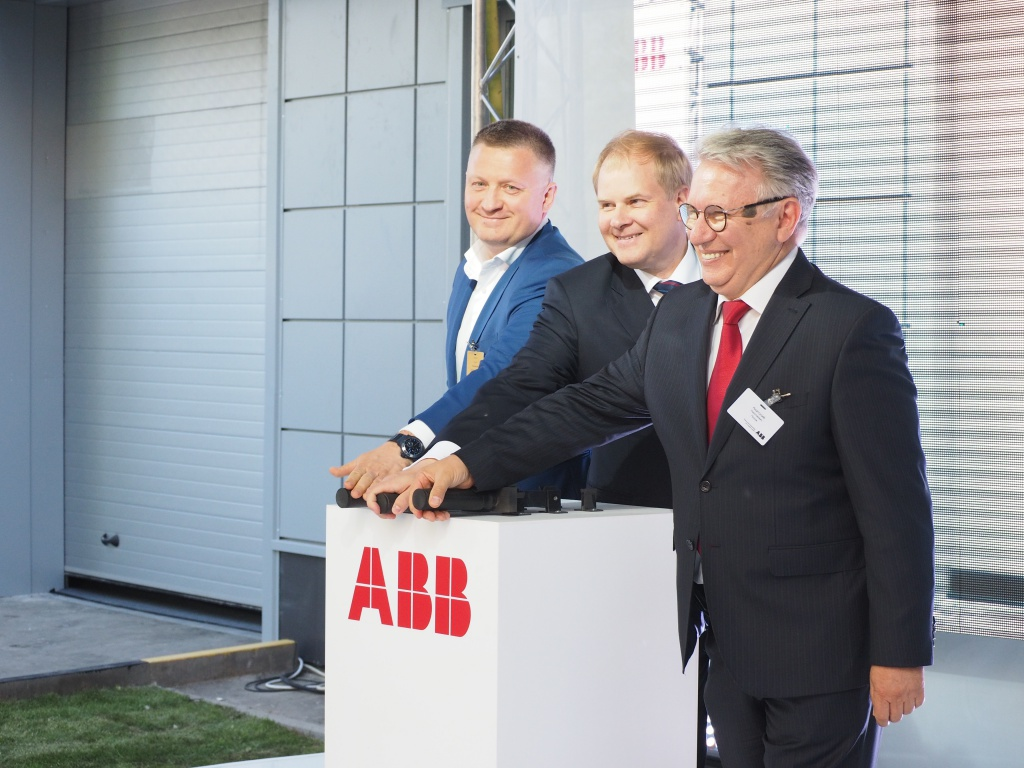
На фото — слева направо: Игорь Ищенко, Пекка Титинен, Анатолий Попов. Москва, 2016 год

## Характеристика Технополиса «Москва»
После банкротства АЗЛК к Технополису «Москва» перешли три здания завода: основной автосборочный цех, прессовый цех и энергоблок. Ещё пять зданий и сооружений АЗЛК были приобретены столичным Правительством и включены в состав Технополиса «Москва» позднее. Целью развития Технополиса «Москва» является формирование инновационной экосистемы города Москвы и создание новых рабочих мест на современных высокотехнологичных производствах и в инновационных компаниях.
Задачи Технополиса — создание удобной инфраструктуры для развития инновационных компаний на территории Москвы, включая предоставление производственных и административно-офисных площадей в долгосрочную аренду, а также интеграция резидентов Технополиса в программы поддержки инновационного промышленного производства, предусмотренные Правительством Москвы.
Территория Технополиса включает в себя:
- Производственные помещения;
- Инженерную инфраструктуру;
- Научно-инновационный таможенный пост и склад временного хранения;
- «Чистые комнаты» для биофармацевтики и микроэлектроники;
- Логистический центр;
- Конгресс-центр;
- Административно-офисные и сервисные помещения[20].

На начало 2016 года коммерческие инвестиции в имущественный комплекс Технополиса Москва составили 12 млрд рублей, из которых 9,8 млрд. — инвестиции резидентов и арендаторов Технополиса «Москва» в запуск собственного производства и 2,2 млрд рублей — инвестиции Сбербанка России. Управляющей компанией было привлечено бюджетное финансирование в размере 5,3 млрд руб. и заемное финансирование в размере 3 млрд руб. на создание и развитие инфраструктуры технополиса. Фактические инвестиции резидентов в площадку составляют более 30 млрд руб. Окупаемость бюджетных вложений достигается за счет налоговых отчислений управляющей компании и резидентов технополиса.

## Резиденты Технополиса
Статус резидента могут получить как компании с российским, так и с иностранным участием. При присвоении статуса резидента приоритет отдаётся компаниям, выпускающим высокотехнологичную продукцию.
Резидентами и арендаторами Технополиса стали 50 компаний, в том числе:
- ООО «Некс-Т»
- ЗАО Холдинговая компания Композит, в состав которой входят «Препрег СКМ» и ООО Нанотехнологический центр композитов
- АО «Шнейдер Электрик»
- ООО «Маппер»
- Компания «Т8 издательские технологии»
- ООО Компания «НоваМедика»
- ЗАО НТЦ «Приводная техника»
- ЗАО «Медианн-Решения»
- ООО «Научно-исследовательский институт систем связи и управления»
- ФГБУК «Политехнический музей»
- ЗАО «Концерн Гудвин (Гудвин-Европа)»
- ООО «Медплант»
- ООО ЦПОСН «Ортомода»
- Компания АББ
- ООО ХИРАНА+
- ООО «Коптер Экспресс Технологии»
- ООО «Сенсор»
- «ПРИВОД-ИНЖИНИРИНГ»
- НПЦ «СпецЭлектронСистемы»
- ГК «ХайТэк»
- АО «Институт Микроволновых интегральных систем»
- ООО «Совэлмаш»
- Смайтек
- НоваМедика Иннотех
- АКАДЕМИЯ-Т
- Тексел
- Концерн «Гудвин»
- ЭНСОЛ ТЕХНОЛОГИИ
- АО «ПРОФОТЕК» и др.

## Льготы и преференции для резидентов ОЭЗ "Технополис «Москва»
С 2013 года резиденты Технополиса «Москва» получают льготы и преференции, установленные Правительством Москвы, включая:
- Отдельный таможенный пост на территории;
- Упрощённую систему взаимодействия с государственными органами;
- Отсутствие налога на имущество в течение 10-ти лет с момента постановки на учёт;
- Отсутствие транспортного налога на 10 лет с момента регистрации транспортного средства;
- Беспошлинный ввоз товаров и оборудования;
- Сниженный до 2 % налог на прибыль.

## Санкции
14 сентября 2023 года, в ответ на российское нападение на Украину, Технополис «Москва» (Печатники 12) включён в блокирующий санкционный список США против технологического сектора экономики России. Власти страны отмечают что в Технополисе «Москва» находится индустриальный парк, в котором разместятся компании, производящие БПЛА.